# Alexis Prince
Alexis Prince est une joueuse de basket-ball américaine, née le 5 février 1994 à Jacksonville (Floride).

## Au lycée
En senior, elle est élue joueuse de Floride de l'année et Miss Basketball.

## Carrière universitaire
En carrière à Baylor, ses statistiques sont de 8,1 points (avec 42,4 % d'adresse dont 36,1 % à trois points) et 4,0 rebonds en 136 rencontres, dont 86 titularisations. En senior, ses statistiques culminent à 12,1 points (41,6 % à trois points) et 5,8 rebonds. 
Elle joue durant son année freshman avec Brittney Griner et est la 13e joueuse des Bears sélectionnée à la draft WNBA.

## Équipe nationale
Elle remporte le championnat des Amériques U18 de 2012 disputé à Porto Rico. Elle démarre quatre des cinq rencontres, toutes victorieuses, de l'équipe américaine (au sein de laquelle évolue Breanna Stewart), avec des moyennes de 10,6 points avec une adresse de 49,0 %, 5,6 rebonds et le plus fort temps de jeu de l'équipe avec 26,4 minutes. 

## WNBA
Elle est choisie en 29e position de la draft WNBA 2017 par le Mercury de Phoenix, deuxième joueuse de Baylor sélectionnée par le Mercury après Brittney Griner, et dispute 18 matches à 1,9 point de moyenne durant la saison WNBA 2017. La saison suivante, elle est signée pour un contrat court par le Dream d'Atlanta. 

## Europe
Cette extérieure de grande taille a joué en 2017-2018 en Espagne à Ferrol (16,1 points à 33,9% de réussite à 3-points, 6,3 rebonds et 1,3 passe décisive pour 14,1 d'évaluation en 33 minutes) puis s'engage pour la saison 2018-2019 avec le club français de Tarbes. Fin décembre, elle est la meilleure marqueuse de la Ligue féminine avec 18,3 points de moyenne. Elle marque même 41 points contre Basket Landes (13/21 aux tirs et 10/11 aux lancers francs) en Eurocoupe.
Avec Tarbes, ses moyennes sont de 15,8 points et 6,1 rebonds en LFB ainsi que 16,3 points et 9,3 rebonds en Eurocoupe, puis elle signe ensuite pour le club turc d'Adana.

## Clubs

### NCAA
- 2012-2017 : Bears de Baylor

### WNBA
- 2017 : Mercury de Phoenix
- 2018 : Dream d'Atlanta
- 2020 : Sky de Chicago

### Europe
- 2017-2018 :  Universitario de Ferrol
- 2018-2019 :  Tarbes Gespe Bigorre
- 2019-2020 :  Adana BK
- 2020-2021 :  Hatay BŞB Antioche
- 2021-2022 :  Université Çankaya d’Ankara (tr)
- 2022-2023 :  Hatay BŞB Antioche
- 2022-2023 :  CB Avenida Salamanque
- 2023 :  Astros de Jalisco Guadalajara

## Distinctions individuelles
- Meilleur cinq des freshmen de la Big 12 (2013)